# Mount Harkness
Mount Harkness ist ein 1900 m hoher Berg am Ostrand der antarktischen Ross Dependency. Er ragt im Königin-Maud-Gebirge 2,5 km südlich der Organ Pipe Peaks auf und flankiert östlich den Scott-Gletscher.
Die geologische Mannschaft um Quin Blackburn (1900–1981) entdeckte den Berg im Dezember 1934 bei der zweiten Antarktisexpedition (1933–1935) des US-amerikanischen Polarforschers Richard Evelyn Byrd. Byrd benannte den Berg nach Robert Bruce Harkness Jr. (1908–1933), einem verstorbenen Freund des Expeditionsmitglieds Richard Spofford Russell Jr. (1908–1984).